# 矢野燿大
矢野 燿大（やの あきひろ、本名：矢野 輝弘〈読み同じ〉、1968年12月6日 - ）は、大阪府大阪市平野区出身の元プロ野球選手（捕手）、野球評論家、野球解説者。

## 経歴
現役選手時代は、1991年から1997年まで中日ドラゴンズ、1998年から2010年まで阪神タイガースに在籍。阪神時代の
2003年・2005年には、一軍の正捕手としてチームのセントラル・リーグ（セ・リーグ）優勝に貢献した。
現役を引退してからは、評論・解説活動や野球日本代表のバッテリーコーチを経て、2016年に一軍作戦兼バッテリーコーチとして阪神へ復帰。2018年には二軍監督としてチームをウエスタン・リーグの優勝、2019年からは一軍監督としてチームを4年連続のAクラス入りに導いたが、自身の意向から2022年限りで監督職を退いた（詳細後述）。

### プロ入り前
市立瓜破小学校・大阪市立瓜破中学校出身。小学2年時に、地元の少年野球チームで軟式野球を始めた。当初は遊撃手だったが、チームの捕手が故障してから捕手を務めた。卒業後に入学した瓜破中学校では、当時野球部がなかったため、バスケットボール部で活動していた。もっとも、在学中もバットの素振りを実家で毎日欠かさなかったほか、週末には軟式野球チームの「瓜破エンゼルス」でプレーを続けていた。
大阪市立桜宮高等学校への進学直後は、バスケットボール部から入部を誘われていたものの、結局は伊藤義博が監督・岡田龍生がコーチを務めていた硬式野球部へ入部。少年野球での活躍を知る伊藤によって、1年時からレギュラーに抜擢された。伊藤が1年後に東北福祉大学の硬式野球部監督へ転じてからは、投手以外の全ポジションを経験。捕手として1年後輩の土井善和とバッテリーを組みながら、高山知浩などとクリーンナップを担うまでに打力を伸ばしたほか、3年時には主将も務めた。在学中には対外試合で3本の本塁打を記録したものの、春・夏とも甲子園球場での全国大会出場を果たせなかった。
高校卒業後は明治大学への進路も考えたが、東洋大姫路高出身の岡田コーチにより東洋大学のセレクションを秋に受験した。セレクションでは当時の同大学監督高橋昭雄のお眼鏡にもかなったが、夏に捕手のセレクション枠が埋まっていたため泣く泣く不合格とされた。当初伊藤からの東北福祉大学への誘いを丁重に断っていたが、行き場を失っていた矢野を伊藤が再度勧誘し、伊藤の後を追う格好で同大学へ進学した。硬式野球部に入部してから、高校時代と同じく捕手以外のポジションもこなしていた。3年時の1989年には、三塁手として仙台六大学野球春季リーグ戦のベストナインに選ばれたばかりか、大学日本代表や第18回日米大学野球選手権のメンバーにも入った。4年時の仙台六大学野球リーグ戦では、捕手として春季から2季連続でベストナインに選出。ラストシーズンであった秋季には、最優秀選手と最多打点のタイトルも獲得した。なお、チームは矢野の在学中に仙台六大学のリーグ戦で優勝を続けていて、矢野の4年時には大学選手権で決勝、明治神宮大会準決勝に進出した。また、金本知憲は矢野と同じ年齢ながら、1年浪人の後に矢野の下級生として入学。矢野と共にチームの主軸として活躍すると、卒業後に阪神で再びチームメイトになっている。
大学からの卒業後に教職へ就くことも検討していたが、1990年のNPBドラフト会議で、読売ジャイアンツ（巨人）と中日から2位で指名を受けた。指名の重複に伴う抽選の結果、中日が独占交渉権を獲得。4位で指名された大学の同級生吉田太投手と共に入団した。入団当初の背番号は2。この会議では、東北福祉大学から矢野・吉田のバッテリーに加えて、内野手の宮川一彦が横浜大洋ホエールズ、吉田との両輪で投手陣を支えたエース小坂勝仁がヤクルトスワローズからの指名を経て入団している。

### 中日時代
入団1年目の1991年から一軍公式戦に22試合に出場したほか、一軍公式戦で本塁打をマーク。翌1992年には、一軍公式戦72試合の出場で打率.259を記録した。捕手としての出場は65試合、スタメンでの起用は22試合で、10月1日の対阪神タイガース戦（ナゴヤ球場）では1対1で迎えた延長10回2死1・2塁の打席で猪俣隆からサヨナラ安打を放っている。
1993年からは、一軍公式戦での出番が減少。1995年には57試合に出場したものの、ドラフト会議での1位指名を経て入団した荒木雅博に背番号2を譲る格好で、1996年から自身の背番号を38に変更した。
1996年には、8月11日の対巨人戦（東京ドーム）において、野口茂樹とのバッテリーでノーヒットノーランを達成した。この年は一部の公式戦に外野手として起用されるほど打撃が好調で、一軍公式戦56試合の出場ながら、打率.346、7本塁打、19打点をマーク。10月6日の対巨人戦（ナゴヤ球場）では、「1番・中堅手」としてスタメンで起用されると、3回裏の第2打席で宮本和知からシーズン7号本塁打を放った。中日の一軍は2日後（8日）の同カードで主催公式戦におけるナゴヤ球場の使用を終えたものの、この試合では中日の選手から本塁打が出ず、矢野に出場の機会はなかった。その結果、矢野が6日の対巨人戦で記録した本塁打は、中日の選手がナゴヤ球場の一軍公式戦で最後に放った本塁打にもなっている。
1997年には、一軍公式戦で入団後最多の83試合に出場。捕手としての出場は60試合、スタメンで出場した試合は62試合だったが、シーズン終盤は主に右翼手として起用された。しかし、シーズン終了後に関川浩一・久慈照嘉との交換トレードで、大豊泰昭と共に阪神へ移籍。移籍を機に、現役を引退するまで背番号39を着用するようになった。当時の中日監督で、後に阪神でも指揮を執った星野仙一が生前に語ったところによれば、当初は正捕手の中村武志を放出する前提で阪神と交渉していて、交渉が成立した場合には矢野を中村の後釜に据えていたという。

### 阪神捕手時代

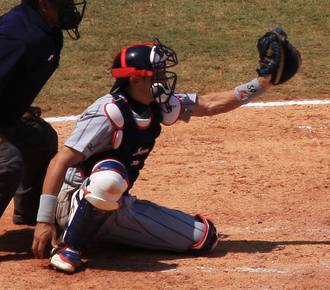
北京オリンピックでの矢野（2008年）

1998年は、一軍監督の吉田義男からリード面を高く評価されたことを背景に、正捕手として一軍公式戦110試合に出場。5月26日の対中日戦（倉敷マスカットスタジアム）でもスタメンマスクを任されると、バッテリーを組んでいた川尻哲郎をノーヒットノーランの達成に導いた。奇しくも、最初にノーヒットノーランを達成させた野口を、中日はこの試合に先発させていた。シーズン通算では打率が.211にとどまったものの、7月7日の対横浜ベイスターズ戦（大阪ドーム）では、1点ビハインドの9回裏2死1・2塁の打席で佐々木主浩（大学の1年先輩）からサヨナラ安打をマーク。佐々木の一軍公式戦連続試合セーブ（日本プロ野球における公式戦最長記録）を22試合で止めたばかりか、結果として、佐々木にこの年唯一の黒星を付けた。
1999年は、前年までヤクルトを指揮していた野村克也をチームが監督へ招聘したことを背景に、プロ入り9年目で初めてシーズンの最終規定打席に到達。さらに、リーグ10位の打率.304を記録した。阪神の捕手で打率3割を記録したのは、1979年の若菜嘉晴（打率.301）以来20年振りであった。8月13日の対ヤクルト戦（大阪ドーム）では、2対2で迎えた延長15回裏2死満塁の打席で高津臣吾からサヨナラ安打を放っている。
2000年は、2年連続でセ・リーグの最終規定打席に到達。阪神の捕手としては若菜以来20年振りの記録であったが、「捕手の大先輩」に当たる監督の野村からは、配球を徹底的に非難されていた。さらに、自身が移籍してもチームが長期の低迷から脱していないことから、一時は優勝を狙えるチームへの移籍を模索。シーズン中にFA権を初めて取得したことをきっかけに、捕手の補強を目指す巨人が矢野の獲得調査を水面下で進めていたが、結局はFA権の行使を宣言したうえでチームに残留した。野村からは2001年も薫陶を大いに受けていたものの、野村がチームの3年連続最下位などを理由にこの年限りで監督を辞任したことから、球団は中日の監督を退いたばかりの星野を野村の後任として招聘。前述したように、星野は中日の監督時代から捕手としての矢野の力量を高く評価していたが、当の本人は「（中日からのトレードに続いて）また星野監督に捨てられてしまう」と思うほど危機感を募らせていたという。
2002年は、星野から「開幕ダッシュのMVP」に挙げられるほど、正捕手として順調なスタートを切っていた。しかし、4月13日の対横浜戦（阪神甲子園球場）で9回表の守備中に本塁上のクロスプレイで左肩を脱臼。戦線に復帰するまで1ヶ月を要したものの、7月26日の対中日戦（甲子園）では、同点で迎えた9回無死1塁の打席でチームを22年振りの3試合連続サヨナラ勝利に導く安打を落合英二から放った（実際には左翼手の蔵本英智が打球を後逸）。チームはシーズン中盤まで好調だったが、矢野が8月10日の対中日戦（ナゴヤドーム）での骨折によって戦線を離脱したことを境に失速した。この結果を受けて、星野はシーズン終了後に、在籍選手の3分の1を入れ替える大型補強を球団に指示。矢野がチームに残留した一方で、東北福祉大学から広島東洋カープへ入団した後にFA権の行使を宣言していた金本が移籍したほか、日本ハムファイターズから正捕手の野口寿浩や下柳剛が大型トレードで入団した。
2003年は、野口の入団で正捕手の座が危ぶまれながらも、金本の影響で強い体作りに着手。シーズン当初のチーム構想では「矢野を休ませる」という理由で野口を週に1回のペースでスタメンに起用することになっていたが、実際には矢野が正捕手として投手陣をリーグトップの防御率（3.53）に導いたばかりか、チームの18年ぶり4回目のセ・リーグ優勝に大きく貢献した。また、「7番・捕手」として藤本敦士（8番・遊撃手）と共に「恐怖の下位打線」と呼ばれるほどの打力を発揮した末に、リーグ3位の打率.328をマーク。甲子園球場での対横浜戦では勝負強さが顕著に表れていて、6月17日には2点ビハインドで迎えた9回裏無死満塁の打席でデニーから逆転サヨナラ3点適時三塁打、9月5日には1点ビハインドで迎えた9回裏無死1塁の打席でエディ・ギャラードから逆転サヨナラ2点本塁打を放った。シーズン終了後には、阪神でバッテリーを組む井川慶が選ばれたMVPで4点差の次点に付けていたほか、35歳にしてセ・リーグの捕手部門でベストナインとゴールデングラブ賞を初めて受賞。35歳でのゴールデングラブ初受賞は、パシフィック・リーグを含めても、捕手としては史上最年長であった。
2004年は、36歳にして初めての一軍公式戦全試合出場を達成。ただし、代打だけで退いた試合が1試合あったため、阪神では1971年の辻恭彦以来となる「捕手としての全試合出場」は成らなかった。7月29日の対中日戦（甲子園）では、7対7で迎えた延長12回2死1・2塁の打席で、阪神打線が数年来苦手にしていた岩瀬仁紀からサヨナラ安打を放っている。なお、地元民放局の朝日放送（2018年以降は朝日放送ラジオ）では、矢野をパーソナリティに起用した『矢野輝弘のどーんと来い!!』をこの年からオフシーズン（主に年末）に編成している。
2005年は、三振を減らすべく、宮本慎也（ヤクルト）を参考に打撃フォームの改造へ着手。この改造が功を奏して、レギュラーシーズンでは一軍公式戦で自己最高の19本塁打を放つなど、攻守にわたってチームの2年ぶり5回目のセ・リーグ優勝に貢献した。8月18日の対横浜戦（大阪ドーム）では、5対5で迎えた延長10回裏1死1・2塁の打席で木塚敦志からサヨナラ安打を放ったことによって、横浜戦におけるチームのシーズン勝ち越しを確定させた。さらに、盗塁阻止率はリーグ3位ながら、自己最高記録の.434をマーク。チームは千葉ロッテマリーンズとの日本シリーズで第1戦から4連敗を喫したものの、自身はシリーズの敢闘選手として表彰された。さらに、シーズン終了後には2003年に続いて、セ・リーグの捕手部門でベストナインとゴールデングラブ賞を受賞している。なお、シーズン中に国内FA権を再び獲得したものの、シーズン終了後に行使を宣言したうえで再び残留。
2006年は、5月4日の対巨人戦（甲子園）延長10回裏2死2塁の打席で福田聡志からサヨナラ安打を放つと、翌5日の対横浜戦（横浜スタジアム）では、自身初の1試合3本塁打を含む（5打数）4安打で7打点をマーク。さらに、10月4日の対ヤクルト戦（明治神宮野球場）2回表に、石井一久からの3点本塁打によって一軍公式戦通算100本塁打を達成した。シーズン全体でも打撃はおおむね好調で、17本塁打を放ったほか、チーム2位の78打点を記録。シーズン終了後には、セ・リーグの捕手部門で2年連続3度目のベストナインに選ばれた。
2007年は、シーズンの序盤から野口や狩野恵輔と併用されたほか、セ・パ交流戦の期間中に右足のふくらはぎを痛めて戦線を一時離脱。4月24日の対ヤクルト戦（甲子園）では1対1で迎えた9回裏1死満塁の打席で高津からサヨナラ安打を放ったが、シーズン全体では打率.236、 6本塁打と振るわなかった。その一方で、シーズン終了後に開かれた北京オリンピックのアジア予選に、野球日本代表の一員として参加。試合を締めくくる「抑え捕手」として、チームの予選突破に貢献した。
2008年は、チームから藤川球児・新井貴浩と共に北京オリンピックの野球日本代表へ参加。オリンピックでは「抑え捕手」としての出場に加えて、ブルペン捕手の役割も随時担っていた。2008年北京オリンピックの野球競技・韓国代表との準決勝（8月22日）にも岩瀬とのバッテリーで途中から出場したものの、同点の8回裏1死1塁で李承燁に逆転本塁打を許した末に敗れたため、メダルの獲得に至らなかった。その一方で、オリンピックの前後に組まれていたNPBのレギュラーシーズンでは、前年に続いて野口と併用。矢野は下柳・安藤優也・福原忍の先発登板試合でスタメンマスクを任されていたほか、それ以外の試合では、代打からの出場でクローザーの藤川とバッテリーを組むことが多かった。それでも、セ・リーグの最終規定打席へ2年ぶりに到達。9月には、9日の対ヤクルト戦で同点の9回裏に押本健彦からサヨナラ本塁打、13日の対広島戦（いずれも甲子園）で両チーム無得点の延長10回裏に梅津智弘からサヨナラ二塁打を放った。最も、シーズン中盤からは疲労が蓄積した影響で右肘を痛めていて、シーズン終了後の11月27日に右肘の関節形成手術を受けた。
2009年は、前年に手術を受けた右肘の回復に時間を要した影響で、7月に入ってから一軍に昇格。昇格後も、スタメン出場は安藤や下柳が先発する試合に限られた。8月16日の対巨人戦（東京ドーム）では、当時41歳の下柳と揃ってスタメンに起用されたところ、日本プロ野球の公式戦史上初めて「40代のバッテリーによる勝利」を達成。シーズンの終盤に右足首を骨折した影響で、一軍公式戦全体では30試合の出場にとどまったものの、打席数が100未満ながら3割台の打率と得点圏打率4割超を記録した。シーズン終了後に、登録名を本名の矢野輝弘から矢野燿大（読み方は本名と同じ）へ変更。
2010年は、福岡ダイエーホークスとMLBのシアトル・マリナーズで正捕手を務めていた城島健司がチームに加入。右肘の状態が芳しくないこともあって、6月上旬まで一軍公式戦の出場が7試合に留まっていた。自らの申し出で6月8日に出場選手登録を抹消されたうえで、同日中に病院で診察を受けたところ、右肘内側の側副靱帯を損傷していることが判明。修復手術を受けなければ完治が難しい状況にあったが、「自分の置かれた立場で、2年続けて（一軍で）何もしないことは許されない」という想いから、手術を受けずに右肘のリハビリを続けた。しかし、日常生活に支障を来すほどの激痛に何度も見舞われたことから、この年限りで現役を引退することを8月に決意。9月2日に引退を球団に申し入れた。球団ではこの申し入れを受け入れたうえで、一・二軍ともホーム最終戦を「矢野の引退試合」として開催することを決めた。

#### 「幻」に終わった引退試合
一軍では2010年9月30日の対横浜戦（甲子園）が引退試合に設定されていたが、チームがこの時点で優勝争いの渦中にあったことから、矢野の出場については「リードを付けている展開で9回表の2死から」との条件が付けられていた。チームは2点リードの9回表から藤川を登板させたものの、1死から村田修一に逆転3ランを浴びたため、矢野は満員のファンの前でラストプレーを見せることなく現役生活を終えた。試合後に号泣しながら「これまでお前のおかげでいっぱいええ思いさせてもらったよ」との言葉で藤川を慰めていたほか、引退セレモニーではファンに向けて「最高の野球人生でした。またいつの日か甲子園で会いましょう!」と述べた。
なお、二軍での引退試合であった2010年9月25日の対中日戦（阪神鳴尾浜球場）には、下柳とのバッテリーで9回表に出場。1イニングを無失点に抑えると、試合後の引退セレモニーで阪神と古巣・中日の双方の選手から胴上げされたことを受けて、「中日での7年間がなければ僕はない。野球人生を幸せに送れた」という表現で感謝の意を伝えている。

### 現役引退後
2010年11月、スポーツニッポン大阪本社専属野球評論家への就任を発表。2011年1月からは、朝日放送テレビ・朝日放送ラジオとサンテレビの野球解説者としても活動を始め、2月13日に朝日放送テレビが関西ローカルで放送した阪神対ヤクルトの練習試合中継で、事実上の解説者デビューを果たした。
朝日放送では、『おはよう朝日です』『NEWSゆう+』『キャスト』で月曜日のスポーツキャスターを務めるかたわら、同局のゴルフやラグビーなどのスポーツ中継や、サンテレビ『熱血!タイガース党』に不定期で出演。朝日放送の全国高等学校野球選手権大会中継でも、不定期で登場した。その一方で、『矢野輝弘のどーんと来い!!』については、2010年から『矢野燿大のどーんと来い!!』と改称したうえでパーソナリティを続けている。
2012年の日本プロ野球公式戦期間中に開催されたロンドンオリンピックでは、競技種目に野球が入っていないにもかかわらず、朝日放送を代表して岩本計介アナウンサーとともに現地取材を敢行。金本が現役引退を発表した同年9月12日には、ABCラジオの『ABCフレッシュアップベースボール』で阪神対ヤクルト中継の解説を担当する一方で、試合前に開かれた金本の引退発表記者会見の取材にも携わった。
2011年3月には、自身初の著書『考える虎』が発売された。発売の直前に東日本大震災が発災したことを受けて、同書の印税の全額を、大学時代を過ごした仙台市を含む被災地域への義援金として寄付することを表明した。
2014年11月23日には、第4回神戸マラソンでフルマラソンにデビュー。かつて天満屋に所属していたマラソンランナーで、熱烈な阪神ファンでもある坂本直子（2004年アテネオリンピック・女子マラソン7位入賞）から指導を受けた結果、3時間55分37秒で完走を果たした。

### 日本代表指導者時代
2013年、常設されていた野球日本代表（侍ジャパン）の新体制化に伴ってトップチームの新監督に就任した小久保裕紀の下でバッテリーコーチに就任。背番号は、自身の好きな数字（8）や矢野の妻の誕生日（8月8日）にちなんだ88。矢野にとってはプロ・アマを通じて初のコーチ就任であった。
コーチとして、同年11月に台湾で開催された国際強化試合「2013 BASEBALL CHALLENGE 日本 VS チャイニーズ・タイペイ」、2014年11月に日本で開催された日米野球2014、2015年3月の強化試合「GLOBAL BASEBALL MATCH 2015 侍ジャパン 対 欧州代表」、同年11月の第1回WBSCプレミア12に参加した。
プレミア12開催期間中に阪神の一軍コーチ就任を発表したが（後述）、大会期間中は日本代表コーチとしての活動を優先した。

### 阪神指導者時代

#### 一軍作戦兼バッテリーコーチとして
2015年10月27日付で、阪神の一軍作戦兼バッテリーコーチに就任した。大学および阪神でのチームメイトだった金本の一軍監督就任を受けての本格的な現場復帰で、登録名は阪神での現役後期→野球解説者時代に続いて矢野 燿大、背番号は日本代表コーチと同じ88。
2016年には、春季キャンプから捕手陣を「横一線」として競い合わせた末に、二軍生活の長かった岡﨑太一に一軍開幕戦のスタメンマスクを初めて任せた。その後は、解説者時代から注目してきた原口文仁や、新人の坂本誠志郎を一軍に抜擢。故障の影響で育成選手契約を結んでいた原口については、4月の支配下再登録を経て、クリーンアップの一角を担う正捕手格の主力選手に育て上げた。
2017年には、打力の高い原口を事実上一塁手へ転向させる一方で、2015年の正捕手だった梅野隆太郎に開幕から多くの試合でスタメンマスクを任せていた。4月4日の対ヤクルト戦（京セラドーム大阪）5回表に阪神の先発投手藤浪晋太郎からヤクルトの畠山和洋への死球をきっかけに乱闘が生じた際には、藤浪を守る目的でグラウンド上に出たところ、畠山への死球に激昂したウラディミール・バレンティンに突き倒されたことから跳び蹴りで応戦。結局、バレンティンと共に審判団から退場を宣告された。矢野にとってはコーチ就任後初の退場処分で、翌5日にNPBから厳重注意と制裁金15万円を科された。2016年から二軍の指揮を執っていた掛布雅之が、シーズン終了後に「オーナー付シニア・エグゼクティブ・アドバイザー」（SEA）という特別職へ転じたことに伴って二軍監督へ異動。

#### 二軍監督として
2018年のウエスタン・リーグ公式戦では、「超積極的」「諦めない」「誰かを喜ばせる」という方針の下で、若手選手に積極的な走塁の意識を植え付けた。チームが勝利した試合では、勝利へ貢献した選手にヒーローインタビューやファンに対するスピーチを必ず体験させた。その結果、前年のシーズンをリーグ最下位で終えたチームを8年ぶりのリーグ優勝に導いたばかりか、ファーム日本選手権も12年振りに制した。ウエスタン・リーグでの最終成績は、115試合で68勝40敗7分。通算勝率は.630で、リーグ内のチーム最多記録であるシーズン163盗塁と、チーム歴代最多記録のシーズン68勝を達成した。
その一方で、一軍ではセ・リーグの最下位でシーズンを終えたことを受けて、監督の金本が辞任を表明。球団は、この表明を受けて、矢野に一軍監督への就任を要請した。

#### 一軍監督として
2018年10月18日に、一軍の監督へ就任することが球団から正式に発表された、就任に際しては、金本監督時代の方針を継承しながら、二軍監督時代に続いて「超積極的」「諦めない」「誰かを喜ばせる」という姿勢を選手に浸透させることを表明。一軍監督として初めて臨んだ10月25日のNPBドラフト会議では、藤原恭大・辰己涼介の交渉権を逃しながらも、二軍監督時代に大阪ガスとの練習試合で対戦した近本光司の指名に漕ぎ着けた。

##### 2019年
「ブチ破れ！オレがやる」というチームスローガンを提唱。野球解説者時代に契約を結んでいたスポーツニッポン大阪本社発行分紙面での恒例企画（阪神の一軍監督が年始に自筆の書を披露する企画）でも、このスローガンを毛筆でしたためた。さらに、二軍監督時代からの方針に加えて、一軍監督としての「5か条」（チームの勝利、勝利プラス1、喜怒哀楽、裏方への感謝、球団とも一体となったチーム作り）を提示。就任後初めて迎えた春季キャンプでは、自分で考える力を選手に植え付けるべく、自主性を重視しながら相応の結果を求める方針を打ち出した。レギュラーシーズン中には、試合に敗れてもナイン一同でグラウンドに出て観客に一礼したり、感情を抑えながらインタビューに応じたりするなど、ファンに対する真摯な姿勢を貫徹。その一方で、味方の選手が活躍した際に満面の笑みでガッツポーズを見せる姿が、「矢野ガッツ」と呼ばれるようになった。
レギュラーシーズンでは、新人ながら中堅手としてレギュラーに定着した近本などの活躍によって、69勝68敗6分（勝率.504）という成績で終了。最終順位は3位で、クライマックスシリーズ（CS）への進出を果たした。阪神の一軍監督が就任1年目でチームをAクラスに導いたことは、吉田義男の監督第2期初年に当たる1985年（リーグ優勝）以来34年振りで、新人監督が5割以上の最終勝率でAクラスを実現させた事例は1982年（リーグ3位）の安藤統男以来37年振りであった。もっとも、前年のレギュラーシーズン最下位からAクラス入りに至った事例は、球団史上初めてである。
CSでは、DeNAとのファーストステージを2勝1敗で突破。第1戦（10月5日）では、CS史上初めて、最大6点差から逆転勝利を収めた。ファイナルステージでは、レギュラーシーズンで大きく負け越した巨人から1勝を挙げただけで、日本シリーズへの進出に至らなかった。

##### 2020年
「楽しむからこそ実力が発揮できる」「笑うことには大きなパワーがある」というニュアンスで、チームスローガンを「It's 勝 Time! オレがヤル」（ロゴでは「勝」を「笑」と重ね合わせた特殊な文字で表記）に変更。その一方で、中日捕手時代のチームメイトで、阪神に所属した経験のない井上一樹を一軍の打撃コーチに招いた。
日本国内ではこの年の初頭から新型コロナウイルス感染症の流行が始まっていて、チーム内でも、レギュラーシーズンの開幕前から選手などの感染が続出。この事態を受けて、球団では感染防止策の一環として、チーム関係者によるシーズン中の外食の機会・参加人数を制限する内規を定めていた。実際には矢野が夏場の広島遠征中に内規を超える大人数での会食に臨んでいたことが9月上旬に報じられたため、残りシーズンにおける（選手・スタッフを含めた）遠征先の外食を一切禁止したが、矢野の会食については不問に付した。感染者数が当時全国で少ない部類に入っていた広島県内での会食であったことや、球団本部の責任者が「監督のチームマネジメントやチーム力の強化に資する」という理由で会食を事前に許可していたことによる。
レギュラーシーズンの成績は、60勝53敗7分（勝率.531）。新型コロナウイルスへの感染が確認された選手や、「濃厚接触者」とみなされた選手10名の出場選手登録を9月24日に抹消したにもかかわらず、最終盤での6連勝によって、最終戦で2位を確定させた。ただし、この年は新型コロナウイルス感染症流行の影響でCSの開催が見送られている。
なお、シーズン終盤の10月26日に開催されたNPBドラフト会議では、大学球界屈指のスラッガーであった佐藤輝明（近畿大学）に対する独占交渉権を、4球団の指名重複の末に抽選で自ら引き当てた。

##### 2021年
コーチ陣の一部を入れ替えるとともに、「一軍監督としての過去2年間の成績（最高はセ・リーグ2位）を『超』えて『頂』（優勝）に『挑』む」というニュアンスで、「挑・超・頂－挑む 超える 頂（いただき）へ－」というチームスローガンを設定。前年まで2年続けてNPBの全12球団で最多の失策数を記録していたことを踏まえて、現役時代のチームメイトではなく、阪神に在籍したこともなかった川相昌弘を春季キャンプで臨時コーチに招聘した。
レギュラーシーズンでは、リーグトップの77勝を記録したほか、貯金が前年から3倍増の21にまで達した。シーズン中盤まではセ・リーグの首位を走っていたが、夏場から失速した影響で、リーグ優勝のヤクルトに次ぐ2位でシーズンを終えた。もっとも、ヤクルトとの最終勝率の差は5厘（ゲーム差は0）で、セ・リーグではシーズンを通じて他の5球団に負け越さなかった。2リーグ分立後（1950年以降）の阪神の一軍監督で、チームを就任1年目から3年連続のAクラス入りに導いた人物は矢野が初めてである。
クライマックスシリーズ（CS）では、ファーストステージでシーズン3位の巨人に2連敗を喫したため、ヤクルトとのファイナルステージに進めなかった。その一方で、矢野の下で一軍に定着した佐藤、伊藤将司、中野拓夢はいずれも、シーズン終了後にセ・リーグから新人特別賞を授与されている。
一軍監督としてはこの年が3年契約の最終年であったが、レギュラーシーズンの9月には、NPBの球団では最も早く球団トップ（オーナー兼球団社長の藤原崇起）から続投を要請。CSで敗退後の11月9日に、一軍監督契約を改めて締結した。締結後は、「捕手としての出番が減っているので、他のポジションに回ってでも出場機会を増やしたい」という原口の要望を受けて、一塁手や外野手に専念させることを秋季練習から容認。その一方で、阪急ブレーブス・オリックスブルーウェーブOBの藤井康雄を、球団初の「一・二軍巡回打撃コーチ」に招いた。阪神に在籍したことのない藤井を招聘したのは、他球団のコーチ時代にT-岡田（オリックス・バファローズ）や柳田悠岐（福岡ソフトバンクホークス）といった長距離打者を育て上げていたことに加えて、自身と同じく「4スタンス」という打撃理論を信奉していることによる。

##### 2022年
「1球、一打、一瞬にこだわる」「チームが1つになる（ONE TEAM）」「一番上（リーグ優勝）に向けて前年よりもう1勝増やす」というニュアンスを掛け合わせたチームスローガンとして、「イチにカケル!」を新たに設定。しかし、春季キャンプインの前日（1月31日）に、この年限りで監督職を退任する意向を選手と報道陣に相次いで明かした。本人によれば、退任を決断したのは2021年シーズンの終了後で、同年9月に続投の要請（前述）を受けてから熟考を重ねた結果であったという。
レギュラーシーズンでは、開幕戦で球団史上初めて最大7点差からの逆転負けを喫したばかりか、セ・リーグ史上最長の開幕9連敗を記録。開幕投手に内定していた青柳晃洋が新型コロナウイルス感染の影響で開幕に出遅れたことや、ロベルト・スアレス（前年まで2年連続でセ・リーグ最多のセーブを記録しながらMLBのサンディエゴ・パドレスへ移籍した右投手）に代わるクローザーが定まっていなかったことも相まって、開幕からの2ヶ月（3・4月）は9勝20敗1分（勝率.310）と低迷した。その後は、セ・パ交流戦から7月にかけて徐々に復調。8月の長期ロード中に一軍の選手から相次いで新型コロナウイルスへの感染が確認された影響で再び失速しながらも、最終成績は68勝71敗4分（勝率.489）の3位で、チームを4年連続のAクラス入りに導いた。
クライマックスシリーズ（CS）では、2位・DeNAとのファーストステージを2勝1敗で突破。しかし、ヤクルトとのファイナルステージでは3連敗を喫したため、監督生活を日本シリーズで終えることは叶わなかった。その一方で、前年まで一軍での実績が皆無に近かったにもかかわらず、矢野が開幕の直後からセットアッパーに抜擢した湯浅京己（入団4年目）はリーグ最優秀中継ぎ投手やセ・リーグ新人特別賞といったタイトルを獲得している。
球団ではCSファイナルステージ敗退の翌日（10月15日）に、岡田彰布（矢野の阪神選手時代に一軍のコーチや監督を歴任）を一軍監督へ15年振りに復帰させることを正式に決めたうえで、矢野の監督退任記者会見を開催。本人はこの会見で、4年間の一軍監督生活を「強いチームは作れなかったが、『夢と理想を語りながらやってくる野球を貫けた』という思いはある」と回顧するとともに、退任後の野球との関わり方を「『子どもたちを笑顔にしていく』ということを含めて、僕の夢はまだ続く。今後も何かに挑戦するような人生を歩んでいきたい」という表現で示唆した。
一軍監督への在任中は、二軍監督時代に指導していた選手を含めて、新人・若手選手を積極的に登用。在任中に高校から直接入団した西純矢・井上広大・森木大智も入団1年目から一軍の公式戦へ出場させるなど、現有戦力の底上げと若返りを図っていた。俊足が持ち味の選手（熊谷敬宥や植田海）ばかりか、長距離打者の佐藤や大山悠輔（いずれも登録上のポジションは内野手）にも内外野で複数のポジションを守らせていたが、金本の監督最終年（2018年）から続いていた「NPB全12球団で最多のチーム失策数」という弱点の解消には至らなかった。打線では「走塁で次の塁を積極的に狙う」という意識が根付いた一方で、外国人野手の長期離脱や不振が相次いだこともあって、長打力不足を勝負所でたびたび露呈。在任中に打撃コーチへ招聘した井上と藤井も、この年限りで阪神を退団した。

### 阪神監督からの退任後
2023年シーズンから阪神の一軍監督へ復帰した岡田は、野球解説者・野球評論家の立場で把握していたチームの弱点を解消すべく、金本と矢野の下で成長した選手を戦略的に登用。チームがこの年に（岡田が最初に監督を務めていた2005年以来）18年振り6回目のセ・リーグ優勝、（和田豊監督の下でリーグ2位からCSを突破した2014年以来）9年振り7回目の日本シリーズ進出、（岡田が現役の内野手だった1985年以来）38年振り2回目の日本シリーズ優勝（日本一）を相次いで成し遂げたことによって、新人選手の獲得や若手選手の育成に関する矢野の慧眼（前述）も、「日本一への土台を築いた」という観点から改めて注目されるようになった。
矢野自身は2023年から、スポーツニッポンの評論家へ復帰するとともに、ABCテレビ・ABCラジオ・サンテレビ解説者としての活動を再開。テレビ中継での解説は本数契約で、毎日放送（MBSテレビ）・関西テレビ・NHK大阪放送局が制作する阪神戦の中継や、MBSテレビの関西ローカル番組（主に『よんチャンTV』）にも解説者として出演している。その一方で、「子どもたちの野球（における指導のあり方）に（かねてから）危機感を覚えているので、野球界に恩返しをしたい」との想いから、阪神監督退任後の2022年末に学生野球資格回復制度を活用。2023年2月3日付で資格回復の適性を日本学生野球協会から認定されたことによって、同協会へ加盟する高校・大学の硬式野球部で学生を指導できるようになった。
なお、2023年NPBシーズン中の8月には、MBSテレビの企画（「やってみたかってん!!4年ぶりの夏」）の一環で少年野球を指導。2024年には、和歌山県立田辺高等学校硬式野球部（この年の第96回選抜高等学校野球大会の出場校）の監督や選手を矢野が取材した映像を『よんチャンTV』で3月8日（大会抽選会の当日）に放送したほか、翌4月から「老若男女を問わず、少年野球や草野球のチームからのリクエストに応じて矢野が指導に出向く」という企画を同番組で本格的に始めている。

## 選手としての特徴
阪神タイガースを2度のリーグ優勝に導いた強打の名捕手。勝負強い打撃と卓越したリード、通算守備率.996を記録した堅守が武器であり、攻守にわたり活躍した。一方で、打てそうで打てなかった（苦手にしていた）投手に、小笠原孝（古巣の中日で活躍した左投手）を挙げていた。
山本昌からは、技術的にはストレートで追い込んで最後に変化球というタイプの捕手であったと評されている。
プロ入りを検討していた当時は、レギュラー捕手が高齢で捕手の層も薄かった阪神や巨人への入団を希望していた。それだけに、2歳年上の中村武志がレギュラー捕手として全盛期を迎えていた中日からドラフト会議で指名されたことに不安を感じていた。後に中日時代の思い出を振り返り「（中村の）存在が大き過ぎて、勝てるとは思えなかった」と、ラジオ番組『スポーツにぴたっと。』で語っている。その中で、2010年に自身が引退する際に、当時中日のコーチに就任していた中村から労われたことに対し「中日時代はどうしても超えられなかった人なので嬉しい」と語り、「幸せな野球人生を送れた」と20年の現役生活を振り返った。
ドラフト会議では、司会者だった伊東一雄から名前を「てるひろ」と読み間違えられ、当時中日の監督であった星野仙一から「テル」と呼ばれるようになった。中日では星野から打撃力を評価されていたが、入団4年目（1994年）まで一軍で目立った実績を残せなかった。しかし、東北福祉大から一緒に入団した吉田が、その年のシーズン終了後に戦力外通告を受けてひっそりと退団したことから一念発起。「自分が辞める時に後悔だけはしたくない」という危機感を抱きながら、正捕手の中村のリードを本格的に研究するなど、自ら率先して練習に励むようになった。さらに、外野手として公式戦に出場する機会を重ねるうちに、捕手というポジションへの思いを強めた。「ボールがいつ飛んでくるか分からない外野手では、一球ごとにサインを考えたり投手にボールを返したりする捕手に比べて、どこか試合に参加してないような気持ちになった」という。解説者に転じてからは、このような下積みの経験を基に、（捕手を含めた）若手野手のプレーや野球へ取り組む姿勢に苦言を呈することが多かった。
中日から阪神へのトレードが決まった際、当時中日の監督であった星野からは何も言葉を掛けてもらえず「絶対に星野さんを見返す。中日戦だけには絶対、負けへん」と中日相手には多く死球を要求していた。なお、星野の阪神監督就任後は、気まずい素振りも見せずに星野がよく話しかけてきてくれたため、次第に「星野さんに認められたい。認められるために頑張る」と気持ちが変わっていった。
阪神の選手時代には、「優しい」と形容する解説者が多い一方で、「阪神で一番短気」と言われることもあった。現に、退場寸前の乱闘を年に1度のペースで起こしたほか、幼児が駄々をこねるような仕草で審判の判定に不服を示すことも珍しくなかった。前述した2017年の退場処分以外にも、阪神捕手時代の1998年と2006年に、審判への暴力行為で退場処分を受けている。

## 人物
愛称は「テル」、「アキちゃん」など。
読書家で、愛読書は『夢をかなえるゾウ』（水野敬也）や『アドラー心理学』など。阪神での現役時代に星野の前任監督・野村克也から読書を勧められたことをきっかけに、読書の重要性を認識したことから、若手選手にも自主的に考えながら本を読むことを勧めている。阪神二軍監督へ就任してからのキャンプでは、宿泊先のホテルで朝食を取ってから球場へ出発するまでの1時間を読書に充当。「活字を追い掛けながら頭に入れたことは、他人に話すことで覚えられる」という考えから、読んだ本の内容を、チームミーティングや選手へのアドバイスに反映させることも多い。
大のスイーツ好きで、阪神の現役時代後期には、プロ野球シーズン中に甲子園球場内の売店だけで販売されるスイーツのプロデュースも手掛けた（後述）。
現役を引退してからは、野球解説者・評論家として活動するかたわら、現役時代からの趣味であるゴルフ関連の番組にもたびたび出演。朝日放送が毎年11月に主催するマイナビABCチャンピオンシップゴルフトーナメントでは、ABCテレビの中継でラウンドリポーターを務めたり、アマチュアのゴルファーとして「マンデートーナメント」に参加したりしていた（#関連情報に詳述）。しかし、他のゴルフトーナメントへの出場に向けた練習中に左肘を痛めたことから、2014年5月20日に患部を手術。手術の直後には、左腕を大きなギプスで固定しながら、同局のレギュラー番組への出演を続けていた。
現役時代には験を担がなかったが、阪神の一軍監督に就任してからは、「未来に起こりそうな慶事をあらかじめ祝ってしまうことで現実を引き寄せる」という「予祝」（よしゅく）を実践。在任中は、チームがリーグ優勝や日本シリーズ制覇を既に達成したかのようなコメントを、年頭から報道陣の前で意識的に繰り返していた。就任2年目の2020年には、「日本シリーズの制覇を記念してチーム全体でハワイ旅行」という予祝を体現すべく、選手会長の糸原健斗など選手有志からの発案による「矢野ハワイ」（現地の挨拶であるアロハにちなんだポーズ）をオープン戦で披露していた。しかし、その後は新型コロナウイルス感染拡大の影響で、予祝どころではない事態に次々と遭遇。「矢野ハワイ」実現への絶対条件である日本シリーズへの出場も、2年続けて巨人に阻まれた。2021年にもリーグ制覇を僅差で逃したものの、シーズン限りでの監督退任を表明したうえで臨んだ2022年沖縄春季キャンプの終盤（2月23日）には、練習の前に選手から3回にわたって胴上げされた。「1日キャプテン」を任されていた糸井嘉男・西勇輝の発案による「サプライズ予祝」で、NPBの春季キャンプ期間中に監督が選手から胴上げされたことは初めてであったが、レギュラーシーズンに入ってからは胴上げを経験することなく監督生活を終えた。
2019年のレギュラーシーズン最終盤には、試合がある日に起床してから球場でユニフォームに着替えるまで赤色のパンツを履くように心掛けていた。この時期、チームは6連勝でレギュラーシーズンを終え、前述した最終戦でシーズン3位を確定していた。その後も、クライマックスステージやドラフト会議など、監督として大事な局面へ臨むたびに赤色のパンツを着用していた。このエピソードにちなんで、阪神球団では2020年6月から、矢野の監修による「矢野監督勝負パンツ」（矢野のイラストと阪神球団のロゴを入れた赤色のボクサーブリーフ）を公式グッズとして発売している。もっとも、佐藤輝明への独占交渉権を4球団の指名重複による抽選で引き当てた同年のドラフト会議には、赤色のパンツを履くなどの験を担かずに「自然体」で臨んでいた。
2020年1月13日（月曜日・成人の日）、兵庫県西宮市の成人式式典「二十歳を祝うつどい」が甲子園球場で初めて開催された際には、同球場スコアボード内の「オーロラビジョン」から式典中に流されるメッセージビデオに阪神のユニフォーム姿で出演。阪神の一軍監督として、新成人に「チャレンジ」を勧めるメッセージを寄せた。この式典には、監督在任中の2021年・2022年にもビデオを通じてメッセージを寄せている。
2025年2月27日、TOWAが社外取締役として招聘することを発表。6月の株主総会で承認されることを条件に、社外取締役に就任予定。

## 選手・著名人との交流
桜宮高校の硬式野球部では、河本栄得と高山知浩が同級生として在籍。高山が3番、矢野が4番を打っていた。高山の前に走者が出ると勝負強い矢野に打席が回るよう、ほぼ毎回高山にバントのサインが出されたと高山が語っている。河本と高山は、卒業後に吉本総合芸能学院（NSC）を経て「ベイブルース」という漫才コンビで活躍。河本が1994年に脳出血で急逝してからも、高山は芸名を「高山トモヒロ」に改めたうえで、ピン芸人としての活動を経て「ケツカッチン」という漫才コンビを和泉修（圭・修の元メンバー）と結成している。矢野は（名前の読みの「アキヒロ」にちなんで）高山から「アキちゃん」と呼ばれているほか、阪神のセ・リーグ優勝記念旅行（2005年）の模様を放送する特別番組で高山と漫才に挑んでいた。
阪神での現役時代には、当時の主力投手陣（藤川、福原、安藤、下柳など）からは絶大な信頼を受けていた。ニューヨーク・ヤンキースへ移籍した井川からも「ヤンキースに来て下さい」と言われたことがある。巨人時代の上原浩治からも、オールスターでバッテリーを組んだ際にブログで「阪神で矢野さんがみんなに好かれる訳がわかった。すごく話しやすいいい人」と評され、2007年12月のアジア予選対韓国戦でバッテリーを組み9回裏を三者凡退で抑え勝利した際は、ウイニングボールを上原から直接手渡され、自らのブログで「一生の宝物」と書いた。
阪神時代のチームメイトである関本賢太郎とも仲が良く、矢野の現役時代には、「必死のパッチ」（「必死で頑張った」という意味の大阪弁）という発言をめぐる丁々発止のやり取りが人気を博した。矢野は、「自分がヒーローインタビューで最初に発した『必死のパッチ』を、翌日のヒーローインタビューで関本が勝手に真似たせいで、いつの間にか球団公認で関本の『必死のパッチ』グッズまで作られた」と主張。ヒーローインタビューや出演番組では、関本に向けて冗談交じりで「『必死のパッチ』を返せ」と迫る一幕もあった。実際には、関本が「必死のパッチ」を使用することを容認しており、矢野が現役を退いた後は、現役後期の関本にとどまらず、自身より後で阪神に入団した西岡剛・藤浪・原口もヒーローインタビューで使用している。その一方、関本が試合後のヒーローインタビューにて西岡に対して「“必死のパッチ”は矢野さんに借りている」と発言した翌日、『おはよう朝日です』で「貸した覚えはない」と応酬した。また、『キャスト』のスポーツキャスターを務めていた時期には、自身が担当するコーナー「ヤノスポ」で「必死のパッチ賞」を創設。公式ブログで阪神のコーチ就任を報告する際にも、「必死のパッチで頑張って来ます！」という言葉で記事を結んでいる。
また、阪神での現役時代には、オフシーズンを中心に関本や福原忍と趣味の釣りに興じていた。日本を代表するバスプロの今江克隆とも親しく、今江が経営している会社IMAKATSUの工場へ足を運んでルアーを作るほどである。なお、そのルアーは、同社ウェブサイト内のブログなどでたびたび紹介。解説者時代には、スポーツキャスターやラジオパーソナリティとして、野球・釣り以外のスポーツも積極的に取材していた。
阪神の一軍監督就任を機にヘッドコーチとして東北楽天ゴールデンイーグルスから招聘した清水雅治とは、2人とも現役の選手として星野監督時代の中日に在籍した時期に同じマンションで生活。ナゴヤ球場やナゴヤドームで中日のホームゲームを開催する日に、矢野が4歳年上の清水を自家用車に同乗させてから、自身の運転によって一緒に球場へ入るほどの間柄でもあった。清水は、2002年に西武ライオンズで現役を引退した後に、西武・日本ハム・千葉ロッテマリーンズ・楽天や野球日本代表で16シーズンにわたってコーチを歴任。2018年シーズン終了後も楽天から残留の要請を受けていたが、その最中に阪神の一軍監督へ就任した矢野から直々に一軍ヘッドコーチ就任を要請されたため、現役時代にプレー経験がない阪神への移籍を決めた。2019年のシーズン終了後には、中日時代のチームメイトだった井上一樹も一軍打撃コーチに招聘。2021年シーズンには、井上が一軍のヘッドコーチ、清水が二軍の野手総合コーチに異動した。清水はレギュラーシーズンの終了後に退団したものの、シーズン中に開催された2020東京オリンピックの野球競技に日本代表チームのコーチとして携わったほか、退団後も代表チームのコーチを続けている。
2020年11月10日の阪神対巨人戦（甲子園）終了後に催された藤川の現役引退セレモニーでは、公の場としては自身の引退以来10年ぶりに藤川とのバッテリーが実現した。前述した事情で矢野の引退試合が幻に終わったことを背景に、藤川本人が「監督と選手」の立場を越えて1球だけの「ラストピッチング」を提案したことによるもので、矢野は捕手役で藤川の投球を受けた。ただし実際には、2010年のシーズン終了後にも、関西テレビで放送された年末特別番組の企画で藤川を相手に「ラストキャッチング」に臨んでいた。
矢野のファンであることを公言している声優の水樹奈々が2006年1月21日に行った日本武道館ライブ（NANA MIZUKI LIVEDOM-BIRTH- AT BUDOKAN）でビデオメッセージとサインボールを送り、2009年に水樹がナビゲーターとして出演していたGAORAの『ぷちトラ!』にて、お礼としてそのライブのDVDをプレゼントされた。また、矢野の地元・関西では、ラジオパーソナリティの桜井一枝も矢野公認のファンとして知られている。

## プロデュース・社会貢献活動
2006年から2008年シーズンには、本人プロデュースのオリジナルスイーツ「Yano Chou（矢野シュー）」を甲子園球場の内野席売店で販売。夏季には、シューの中身をアイスに変えていた。2008年9月から現役最終年の2010年シーズンまでは、プロデュースメニューの第2弾「矢野輝弘（燿大）のヘルシーミックスジュース」と、繰り返し使える専用のタンブラーを同様の方法で販売。2006年8月末には、公式サイト限定でオリジナルTシャツを発売した。解説者時代にも、2014年に「矢野燿大のタイガースワッフルボウル」、2015年に「矢野の中華風牛肉弁当」を期間限定で発売している。
2011年3月には、あきんどスシローの「応援部長」に就任。同月9日から31日までは、売上の一部を「39矢野基金」への寄付に充てることを目的に、自身のプロデュースによる2種類の寿司メニュー「必死のパッチまき」を近畿2府4県および徳島県の店舗（全103店）で発売していた。
2015年には、「プロ野球の世界で、20年にわたり一線で活躍してきた矢野燿大だからこそできる恩返し」と称して、矢野が関西各地の少年野球チームを直々に指導する「39ベースボールプロジェクト」を4月から実施。軟式・硬式を問わず、指導を希望するチームを自身の公式サイトで募り、抽選で決まったチームを月に2回のペースで訪れていた。2016年からは、前年に現役を引退した関本が同プロジェクトを引き継いでいる。
阪神一軍監督時代の2020年には、日本高等学校野球連盟（高野連）主催の全国大会（第92回選抜高等学校野球大会・第102回全国高等学校野球選手権大会および第65回全国軟式高等学校野球選手権大会）、男子の硬式選手権大会への出場校を決める地方大会、全国高等学校女子硬式野球連盟主催の第21回全国高等学校女子硬式野球選抜大会・第24回全国高等学校女子硬式野球選手権大会・第11回全日本女子硬式野球ユース選手権大会、全日本女子軟式野球連盟主催の第18回全国高等学校女子軟式野球選手権大会が、新型コロナウイルス感染拡大の影響で軒並み中止に追い込まれた。この事態を受けて、上記の連盟に加盟する学校の硬式・軟式野球部の3年生男女部員とマネジャー全員（約5万名）に「甲子園の土キーホルダー」を贈呈することを、コーチ・選手と揃って提案。球場を運営する阪神甲子園球場と阪神園芸からも協力を得られたため、キーホルダーに用いる土を6月16日に甲子園球場のグラウンドで直々に採取するなど、プレゼントの実現に尽力した。その結果、約4万8700個のキーホルダーが全加盟校へ贈呈されたため、11月27日には高野連から阪神球団への感謝状を梅野と共に受け取った。
なお、2020年に高野連加盟校の硬式野球部へ所属していた選手の有志は、感染症関連の国内法における新型コロナウイルスの位置付けが季節性インフルエンザと同等の「五類感染症」へ移行された2023年に「あの夏を取り戻せ～全国元高校球児野球大会2020-2023～」の開催を企画。クラウドファンディングによる資金の確保などを経て、同年の11月29日に甲子園球場で開会式と「特別試合」、同月30日と12月1日に兵庫県内の別の球場で「交流試合」を開催することが決まった。この決定を受けて、阪神の監督を2022年限りで退いていた矢野は、荒木大輔と共に大会の「公式アンバサダー」をノーギャラで引き受けている。矢野はアンバサダーを引き受けた理由の一つに、阪神での現役最終年に「引退試合」へ向けて「高校球児のように、内野にゴロを放ってヘッドスライディングで一塁へ滑り込む」ための練習を二軍で重ねていたにもかかわらず、前述した経緯で「引退試合」へ出場できなかったことも挙げている。

## 詳細情報

### 年度別打撃成績
| 年 度      | 球 団      | 試 合 | 打 席 | 打 数 | 得 点 | 安 打 | 二 塁 打 | 三 塁 打 | 本 塁 打 | 塁 打 | 打 点 | 盗 塁 | 盗 塁 死 | 犠 打 | 犠 飛 | 四 球 | 敬 遠 | 死 球 | 三 振 | 併 殺 打 | 打 率 | 出 塁 率 | 長 打 率 | O P S |
| ---------- | ---------- | ----- | ----- | ----- | ----- | ----- | -------- | -------- | -------- | ----- | ----- | ----- | -------- | ----- | ----- | ----- | ----- | ----- | ----- | -------- | ----- | -------- | -------- | ----- |
| 1991       | 中日       | 22    | 30    | 27    | 2     | 3     | 0        | 0        | 1        | 6     | 4     | 0     | 0        | 1     | 0     | 2     | 0     | 0     | 15    | 0        | .111  | .172     | .222     | .395  |
| 1992       | 中日       | 72    | 118   | 108   | 10    | 28    | 6        | 0        | 0        | 34    | 8     | 0     | 1        | 0     | 1     | 8     | 0     | 1     | 20    | 3        | .259  | .314     | .315     | .628  |
| 1993       | 中日       | 24    | 39    | 31    | 5     | 10    | 0        | 0        | 1        | 13    | 3     | 0     | 0        | 1     | 0     | 6     | 2     | 1     | 4     | 1        | .323  | .447     | .419     | .867  |
| 1994       | 中日       | 35    | 53    | 46    | 5     | 10    | 2        | 0        | 1        | 15    | 2     | 0     | 1        | 3     | 0     | 3     | 1     | 1     | 9     | 2        | .217  | .280     | .326     | .606  |
| 1995       | 中日       | 57    | 123   | 115   | 14    | 28    | 2        | 2        | 1        | 37    | 5     | 1     | 0        | 0     | 0     | 7     | 1     | 1     | 31    | 5        | .243  | .293     | .322     | .614  |
| 1996       | 中日       | 56    | 124   | 104   | 26    | 36    | 3        | 0        | 7        | 60    | 19    | 1     | 0        | 2     | 2     | 13    | 0     | 3     | 16    | 2        | .346  | .426     | .577     | 1.003 |
| 1997       | 中日       | 83    | 244   | 214   | 24    | 54    | 8        | 0        | 3        | 71    | 19    | 1     | 0        | 5     | 0     | 22    | 1     | 3     | 32    | 3        | .252  | .331     | .332     | .662  |
| 1998       | 阪神       | 110   | 340   | 285   | 27    | 60    | 18       | 0        | 3        | 87    | 20    | 1     | 2        | 24    | 0     | 27    | 3     | 4     | 63    | 9        | .211  | .288     | .305     | .593  |
| 1999       | 阪神       | 113   | 418   | 369   | 39    | 112   | 13       | 2        | 3        | 138   | 27    | 5     | 2        | 6     | 2     | 36    | 2     | 5     | 74    | 14       | .304  | .371     | .374     | .745  |
| 2000       | 阪神       | 114   | 428   | 376   | 41    | 101   | 12       | 1        | 5        | 130   | 26    | 1     | 2        | 9     | 4     | 35    | 4     | 4     | 87    | 9        | .269  | .334     | .346     | .680  |
| 2001       | 阪神       | 119   | 364   | 327   | 26    | 79    | 10       | 1        | 8        | 115   | 30    | 1     | 1        | 5     | 3     | 28    | 0     | 1     | 72    | 10       | .242  | .301     | .352     | .653  |
| 2002       | 阪神       | 66    | 253   | 221   | 31    | 71    | 18       | 2        | 6        | 111   | 27    | 1     | 1        | 5     | 0     | 24    | 4     | 3     | 51    | 6        | .321  | .395     | .502     | .897  |
| 2003       | 阪神       | 126   | 484   | 433   | 65    | 142   | 25       | 5        | 14       | 219   | 79    | 1     | 0        | 4     | 1     | 38    | 6     | 8     | 84    | 8        | .328  | .392     | .506     | .897  |
| 2004       | 阪神       | 138   | 551   | 502   | 38    | 143   | 23       | 3        | 11       | 205   | 65    | 1     | 3        | 4     | 3     | 35    | 7     | 7     | 110   | 19       | .285  | .338     | .408     | .747  |
| 2005       | 阪神       | 138   | 550   | 499   | 53    | 135   | 26       | 0        | 19       | 218   | 71    | 1     | 1        | 9     | 2     | 32    | 1     | 8     | 113   | 12       | .271  | .323     | .437     | .760  |
| 2006       | 阪神       | 133   | 501   | 453   | 42    | 124   | 20       | 3        | 17       | 201   | 78    | 0     | 0        | 8     | 5     | 32    | 1     | 3     | 94    | 12       | .274  | .323     | .444     | .766  |
| 2007       | 阪神       | 106   | 401   | 356   | 25    | 84    | 14       | 1        | 6        | 118   | 42    | 0     | 0        | 7     | 1     | 34    | 0     | 3     | 92    | 9        | .236  | .307     | .331     | .639  |
| 2008       | 阪神       | 119   | 404   | 371   | 20    | 102   | 17       | 1        | 4        | 133   | 36    | 0     | 1        | 10    | 5     | 16    | 1     | 2     | 100   | 13       | .275  | .305     | .358     | .663  |
| 2009       | 阪神       | 30    | 83    | 75    | 9     | 23    | 1        | 1        | 2        | 32    | 8     | 1     | 0        | 0     | 0     | 8     | 1     | 0     | 17    | 1        | .307  | .373     | .427     | .800  |
| 2010       | 阪神       | 8     | 9     | 9     | 1     | 2     | 0        | 0        | 0        | 2     | 1     | 0     | 0        | 0     | 0     | 0     | 0     | 0     | 5     | 0        | .222  | .222     | .222     | .444  |
| 通算：20年 | 通算：20年 | 1669  | 5517  | 4921  | 503   | 1347  | 218      | 22       | 112      | 1945  | 570   | 16    | 15       | 103   | 29    | 406   | 35    | 58    | 1089  | 138      | .274  | .335     | .395     | .730  |

### 年度別守備成績
| 年 度 | 球 団 | 捕手  | 捕手  | 捕手  | 捕手  | 捕手  | 捕手  | 捕手     | 捕手     | 捕手     | 捕手     | 捕手     | 外野  | 外野  | 外野  | 外野  | 外野  | 外野     |
| 年 度 | 球 団 | 試 合 | 刺 殺 | 補 殺 | 失 策 | 併 殺 | 捕 逸 | 守 備 率 | 企 図 数 | 許 盗 塁 | 盗 塁 刺 | 阻 止 率 | 試 合 | 刺 殺 | 補 殺 | 失 策 | 併 殺 | 守 備 率 |
| ----- | ----- | ----- | ----- | ----- | ----- | ----- | ----- | -------- | -------- | -------- | -------- | -------- | ----- | ----- | ----- | ----- | ----- | -------- |
| 1991  | 中日  | 14    | 34    | 3     | 0     | 0     | 2     | 1.000    | 3        | 0        | 3        | 1.000    | -     | -     | -     | -     | -     | -        |
| 1992  | 中日  | 65    | 210   | 16    | 2     | 2     | 2     | .991     | 22       | 18       | 4        | .182     | -     | -     | -     | -     | -     | -        |
| 1993  | 中日  | 21    | 56    | 7     | 0     | 1     | 3     | 1.000    | 8        | 5        | 3        | .375     | 1     | 0     | 0     | 0     | 0     | ----     |
| 1994  | 中日  | 26    | 76    | 7     | 0     | 1     | 1     | 1.000    | 8        | 5        | 3        | .375     | -     | -     | -     | -     | -     | -        |
| 1995  | 中日  | 41    | 191   | 21    | 1     | 3     | 0     | .995     | 16       | 10       | 6        | .375     | -     | -     | -     | -     | -     | -        |
| 1996  | 中日  | 38    | 157   | 13    | 1     | 0     | 3     | .994     | 13       | 9        | 4        | .308     | 12    | 14    | 1     | 1     | 0     | .938     |
| 1997  | 中日  | 60    | 307   | 28    | 2     | 3     | 4     | .994     | 41       | 34       | 7        | .171     | 22    | 34    | 0     | 0     | 0     | 1.000    |
| 1998  | 阪神  | 109   | 521   | 49    | 2     | 8     | 7     | .997     | 80       | 54       | 26       | .325     | -     | -     | -     | -     | -     | -        |
| 1999  | 阪神  | 111   | 693   | 52    | 5     | 8     | 6     | .993     | 79       | 53       | 26       | .329     | -     | -     | -     | -     | -     | -        |
| 2000  | 阪神  | 113   | 752   | 62    | 6     | 9     | 6     | .993     | 69       | 45       | 24       | .348     | -     | -     | -     | -     | -     | -        |
| 2001  | 阪神  | 108   | 556   | 72    | 3     | 14    | 2     | .995     | 81       | 49       | 32       | .395     | 4     | 4     | 0     | 0     | 0     | 1.000    |
| 2002  | 阪神  | 66    | 528   | 30    | 1     | 7     | 4     | .998     | 31       | 19       | 12       | .387     | -     | -     | -     | -     | -     | -        |
| 2003  | 阪神  | 123   | 932   | 66    | 2     | 11    | 14    | .998     | 100      | 65       | 35       | .350     | -     | -     | -     | -     | -     | -        |
| 2004  | 阪神  | 137   | 1126  | 56    | 3     | 16    | 5     | .997     | 87       | 57       | 30       | .345     | -     | -     | -     | -     | -     | -        |
| 2005  | 阪神  | 138   | 1130  | 76    | 3     | 11    | 8     | .998     | 76       | 43       | 33       | .434     | -     | -     | -     | -     | -     | -        |
| 2006  | 阪神  | 132   | 1001  | 75    | 6     | 7     | 5     | .994     | 67       | 39       | 28       | .418     | -     | -     | -     | -     | -     | -        |
| 2007  | 阪神  | 101   | 720   | 56    | 3     | 8     | 3     | .996     | 67       | 47       | 20       | .299     | -     | -     | -     | -     | -     | -        |
| 2008  | 阪神  | 116   | 748   | 63    | 2     | 7     | 4     | .998     | 71       | 45       | 26       | .366     | -     | -     | -     | -     | -     | -        |
| 2009  | 阪神  | 26    | 144   | 14    | 2     | 1     | 0     | .988     | 18       | 13       | 5        | .278     | -     | -     | -     | -     | -     | -        |
| 2010  | 阪神  | 1     | 0     | 0     | 0     | 0     | 0     | .---     | 0        | 0        | 0        | .---     | -     | -     | -     | -     | -     | -        |
| 通算  | 通算  | 1546  | 9882  | 766   | 44    | 117   | 79    | .996     | 937      | 610      | 327      | .349     | 39    | 52    | 1     | 1     | 0     | .981     |

- 太字年はゴールデングラブ賞

### 年度別監督成績
レギュラーシーズン
| 年 度     | 球 団     | 順 位     | 試 合 | 勝 利 | 敗 戦 | 引 分 | 勝 率 | ゲ ｜ ム 差 | 本 塁 打   | 打 率      | 防 御 率   | 年 齡      |
| --------- | --------- | --------- | ----- | ----- | ----- | ----- | ----- | ----------- | ---------- | ---------- | ---------- | ---------- |
| 2019      | 阪神      | 3位       | 143   | 69    | 68    | 6     | .504  | 6.0         | 94         | .251       | 3.46       | 50歳       |
| 2020      | 阪神      | 2位       | 120   | 60    | 53    | 7     | .531  | 7.5         | 110        | .246       | 3.35       | 51歳       |
| 2021      | 阪神      | 2位       | 143   | 77    | 56    | 10    | .579  | 0.0         | 121        | .247       | 3.30       | 52歳       |
| 2022      | 阪神      | 3位       | 143   | 68    | 71    | 4     | .489  | 12.0        | 84         | .243       | 2.67       | 53歳       |
| 通算：4年 | 通算：4年 | 通算：4年 | 549   | 274   | 248   | 27    | .525  | Aクラス4回  | Aクラス4回 | Aクラス4回 | Aクラス4回 | Aクラス4回 |

- 2022年度シーズン終了時

### 表彰
- ベストナイン：3回（2003年、2005年、2006年）
- ゴールデングラブ賞：2回（2003年、2005年）
- 日本シリーズ敢闘選手賞：1回（2005年）
- 最優秀バッテリー賞：2回（2003年 投手：井川慶、2005年 投手：藤川球児）
- 優秀JCB・MEP賞：1回（2003年）
- ヤナセ・阪神タイガースMVP賞：1回（2003年）[114]
- サンスポMVP大賞：1回（2003年）[115]
- ベスト・ファーザー in 関西（2007年）
- ゴールデンスピリット賞：1回（2021年）

### 記録
初記録
- 初出場：1991年8月3日、対阪神タイガース19回戦（ナゴヤ球場）、7回表に中村武志に代わり捕手として出場
- 初打席・初三振：同上、7回裏に中田良弘から
- 初安打・初本塁打・初打点：1991年8月26日、対阪神タイガース23回戦（阪神甲子園球場）、9回表に山本昌広の代打で出場、野田浩司から左越2ラン
- 初先発出場：1991年9月18日、対阪神タイガース24回戦（阪神甲子園球場）、8番・捕手として先発出場

節目の記録
- 1000試合出場：2004年4月4日、対読売ジャイアンツ3回戦（東京ドーム）、8番・捕手で先発出場 ※史上390人目[116]
- 1000本安打：2005年9月15日、対読売ジャイアンツ20回戦（東京ドーム）、7回表に酒井純也から右越ソロ ※史上238人目
- 100本塁打：2006年10月4日、対東京ヤクルトスワローズ21回戦（明治神宮野球場）、2回表に石井一久から左越3ラン ※史上247人目[33]
- 1500試合出場：2007年9月16日、対中日ドラゴンズ22回戦（阪神甲子園球場）、7番・捕手として先発出場 ※史上155人目
- 1000三振：2008年5月23日、対福岡ソフトバンクホークス1回戦（福岡Yahoo! JAPANドーム）、2回表に大隣憲司から ※史上41人目

その他の記録
- オールスターゲーム出場：7回（1999年、2002年 - 2006年、2008年）
- 通算サヨナラ安打10本 ※阪神タイガース球団タイ記録[117]

### 背番号
- 2（1991年 - 1995年）
- 38（1996年 - 1997年）
- 39（1998年 - 2010年）
  - 39（2008年北京オリンピック）
- 88（2016年 - 2022年）
  - 88（2014日米野球、2015プレミア12）

### 登録名
- 矢野 輝弘（やの あきひろ、1991年 - 2009年）
- 矢野 燿大（やの あきひろ、2010年、2016年 - 2022年）

### 登場曲
- 「マイ・シャローナ」ザ・ナック（2000年）[118]
- 「Do You Believe In Love」ヒューイ・ルイス（2003年）
- 「Ain't No Mountain High Enough」マイケル・マクドナルド（2004年）
- 「Party Hard」アンドリューW.K.（2005年）
- 「サルビアのつぼみ」HOME MADE 家族（2006年）
- 「マイペース」SunSet Swish（2007年）
- 「ボーイズ・オン・ザ・ラン」馬場俊英（2008年）
- 「カーニバル」ケツメイシ（2009年）

### 代表歴
- 2008年北京オリンピックの野球競技・日本代表

### 指導歴
- 日米野球2014
- 2015 WBSCプレミア12 日本代表

## 関連情報

### 野球解説者としての出演番組
2011年から2015年まで、朝日放送の解説者として、テレビ・ラジオで放送されるプロ野球中継（主に阪神戦）に登場。同局からの出向扱いで、『サンテレビボックス席』の阪神戦中継にも解説者として出演している。さらに中日OBでもあることから、CBCラジオの中日対阪神戦中継（ABCラジオと相互ネットの場合）に出演することがあった。
2023年から、朝日放送テレビ・朝日放送ラジオ（現場復帰時代の2018年に分社化）の解説者に復帰。テレビでの解説については本数契約に移行したため、毎日放送（MBSテレビ）・関西テレビ・NHK大阪放送局が制作する阪神戦の中継にも随時出演している。以下では、プロ野球中継以外で定期的に出演している番組を記載。

#### 現在（2023年度以降）

##### テレビ
- 熱血!タイガース党（サンテレビ）
  - 阪神での現役時代にゲストやVTRで出演。最初の解説者時代から、阪神への復帰中を含めて「優勝対策委員長」という肩書で不定期で出演。
- よんチャンTV（毎日放送）
  - 解説者としての活動を再開するとともに、テレビでの解説活動が（阪神への復帰前に締結していた）朝日放送との専属契約から（朝日放送テレビや毎日放送などとの）本数契約へ移行した2023年の1月から随時登場。平日に『MBSベースボールパーク』の阪神ナイトゲーム中継で解説を担当する場合には中継先の球場の放送席から、中継以外でプロ野球関連の話題を取り上げる場合にはスタジオへ出演している。
  - 2024年3月25日以降の月曜日には、「『MBSベースボールパーク』（MBSラジオ版）準解説者」の掛布・能見篤史（阪神の捕手時代にバッテリーを組んでいた元・投手）との週替わり方式で、関西ローカルパートの全編にわたってスタジオに出演。翌4月からは、「教えて!矢野先生」のロケにも登場している。
- ドデスカ!（名古屋テレビ）
  - スポーツコーナー「ドデスカ！スポーツ」で2025年3月3日より月曜日レギュラーとして出演[120][121]。6月3日より火曜日レギュラー[122]。

##### ラジオ
- 矢野輝弘のどーんと来い!!（朝日放送ラジオ、朝日放送時代の2004年度からオフシーズンに放送） 
  - 阪神での現役時代からメインパーソナリティを担当していて、2006年度まではレギュラー番組、2009年度以降は『矢野燿大のどーんと来い!!』というタイトルで放送。指導者として阪神へ復帰していた時期（2016 - 2022年度）にも、年末年始の特別番組として編成されていた。
- オレたちの夢（ラジオ関西、2023年10月2日 - 2024年12月30日[121]、毎週月曜日20:00 - 20:30） - 杉浦誠司・背尾匡徳と共に出演[123]
  - 「文字職人」との肩書で活動している杉浦とかねてから親交が深いことを踏まえて、阪神の一軍監督退任後（2023年4月30日）に「杉浦とのコラボレーション企画」として大阪市内で開催した同名のトークショー[124]から派生した番組。

#### テレビ
- 虎バン（朝日放送テレビ） - 阪神での現役時代から、インタビューやドキュメンタリー企画などにたびたび登場。2011年以降は、レギュラーコメンテーターとして出演。
- おはよう朝日です月曜日（朝日放送テレビ） - 2011年3月7日放送分から、スポーツキャスターとしてレギュラー出演。
- キャスト（朝日放送テレビ） - 『NEWSゆう+』の後番組で、2011年10月の放送開始から2015年3月まで、月曜日に編成されていた「ヤノスポ」でキャスターを担当。番組リニューアルで同コーナーが終了した2015年4月以降は、阪神時代のチームメイトだった下柳や桧山進次郎と交互に、水曜日の「週刊 浦川スポーツ」へ出演している。
- スポーツにぴたっと。（ABCラジオ、オフシーズン番組）-　現役引退後初のレギュラー番組で、2010年度の途中（2011年1月5日放送分）から水曜日に出演（2011年度も続投）。2012年1月6日からは金曜日にも登場していた。2012年度は金曜日、『武田和歌子のぴたっと。』第2部として放送された2013 - 2015年度には火曜日にのみ出演。
- 金谷多一郎・矢野燿大の考えるゴルフ（Sky・A sports+、2011年 - ）
- 虎魂（sky・A sports+、2011年10月から月1回のペースで放送）
- NEWSゆう+月曜日（朝日放送テレビ） - 2011年3月28日放送分から番組終了の同年9月まで、スポーツコーナー「週刊YANO+」にレギュラー出演。
- 見知らぬ関西新発見!みしらん（朝日放送テレビ） - 2013年1月5日放送分からスポーツコーナー「スポーツみしらん」が新設されたことを機に、スポーツキャスターとして同年9月21日の最終回まで出演。

以下は、ゲストで出演した主な番組。
- 報道ステーション SUNDAY（テレビ朝日） - 2011年11月13日放送分
- GET SPORTS（テレビ朝日） - 2011年11月13日深夜（14日未明）放送分
- ABC創立60周年記念特別番組　スポーツのキセキは、いつまでも（朝日放送テレビ、2011年12月30日）
- ジャパンラグビートップリーグ・神戸製鋼コベルコスティーラーズ対ヤマハ発動機ジュビロ戦中継（朝日放送テレビ）- 2012年1月29日深夜に録画で放送
- ガラスの地球を救えスペシャル いま見直そう!ニッポンの心 関西のチカラ（朝日放送テレビ、2012年4月30日）生放送の全編にゲストで出演したほか、兵動大樹（矢野・兵動）とともに、「新　矢野・兵動」と名乗りながら甲子園球場の環境保全施策を取材。
- パネルクイズ アタック25（朝日放送テレビ制作・テレビ朝日系列で放送）
  - オープニングクイズ出題者としてVTR出演（2013年3月3日放送分）
  - 2000回記念番組対抗芸能人大会に古田敦也と共に「熱闘甲子園&スーパーベースボールチーム」として回答者出演（2015年7月19日放送分）
- 探偵!ナイトスクープ（朝日放送テレビ） - 自身の著書『阪神の女房』のPRを兼ねて“顧問”として出演。

#### ラジオ
- 矢野燿大の「アスリートの舞台裏」（朝日放送） - 2011年5月16日から月1回のペースで放送。
- CBCドラゴンズナイター（CBCラジオ） - 中日主管の阪神戦（ABCラジオが同時ネットで放送する火曜 - 木曜全般と土・日曜デーゲームの試合）中継にのみ、ゲスト解説者として出演。
- 全国高校野球選手権大会中継（朝日放送テレビ）- 2011年から、試合前後に甲子園スタジオから放送される中継に、ゲストとして随時出演。ただし、試合の解説まで担当していなかった。
- マイナビABCチャンピオンシップゴルフトーナメント（朝日放送テレビ制作、テレビ朝日系列で放送） - 2011年以降のテレビ中継で、金谷とともにラウンドリポートを担当。2013年には、アマチュアのゴルフプレイヤーとして、本選への出場を目指して「マンデートーナメント（主催者推薦の予選会）」に初めて挑戦した（結果は6オーバーの59位で本選出場ならず）[125]。

### 出演映画
- 『ミスター・ルーキー』（2002年） - 阪神をテーマにした作品。当時の現役選手を代表して、本人役で最終決戦のシーンに捕手として出演。

### 出演CM
- NEXTStage「極肌」（2012年、ABCラジオ・関西ローカル限定で放送）
- NTTDoCoMo関西（2013年 - ） - スポンサーに付いているABCテレビ制作・全国ネットの高校野球関連番組（『速報!甲子園への道』や全国高校野球選手権大会中継）内を中心に放送
- 関西アーバン銀行（2015年、ABCラジオ・関西ローカル限定で放送）
- 阪神甲子園球場（2015年、関西ローカル限定で放送） - 阪神甲子園球場へ来場する際に電車・バスの利用を促す内容で、阪神電鉄の駅貼りポスターのモデルにも起用されている。
- フジトミ証券（2025年）

ABCラジオでは、矢野を起用した他社のスポットCMも随時流している。以下はいずれも、阪神での現役選手時代に出演したテレビCM。
- 上新電機（赤星憲広・今岡誠と共に出演、2008年まで）
- ハウス食品「六甲のおいしい水」（2004年からの今岡に加わって2006年より出演）

### 著書
- 『考える虎：最強タイガースを作り上げた攻守のカナメ』（ベースボール・マガジン社、2011年3月、ISBN 9784583103440）
- 『阪神の女房』（朝日新聞出版、2011年6月、ISBN 9784022508553）
- 『捕手目線のリーダー論：六つの要』（講談社、2012年3月、ISBN 978-4062169189）
- 『気を込める：虎の成功プロセス』（下柳剛との共著、ベースボール・マガジン社、2013年10月、ISBN 9784583106212）
- 『左手の記憶：20年間受け止めた「投手の決め球」と「男の気持ち」』（竹書房、2014年10月、ISBN 9784801900387）